# Bloqueo de Biafra

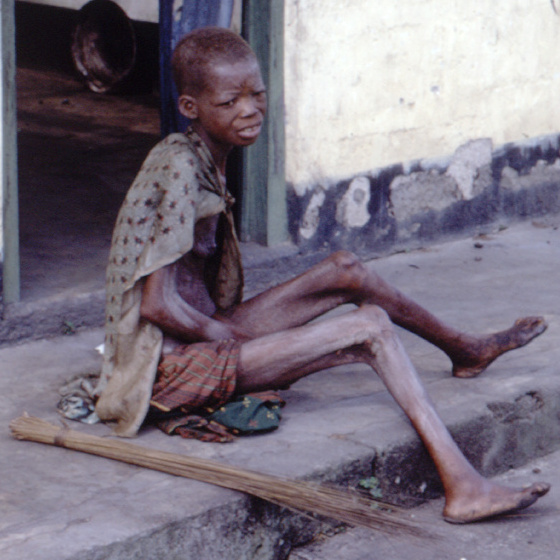
Mujer desnutrida durante el bloqueo de Biafra.

El bloqueo de Biafra fue el bloqueo por parte del gobierno federal de Nigeria del estado secesionista de Biafra durante la guerra civil nigeriana (1967-1970), que resultó en una hambruna que finalmente costó al menos un millón de vidas y terminó con la capitulación de Biafra.
El bloqueo y la consiguiente crisis humanitaria estimularon la movilización mundial y un debate generalizado sobre el concepto de genocidio y también estimularon un debate generalizado sobre si era apropiado o no describir los acontecimientos ocurridos en Biafra como genocidio. En última instancia, contribuyó a la reforma de la ley de bloqueo para proteger a los civiles y a la prohibición de la hambruna como método de guerra en las enmiendas de 1977 a los Convenios de Ginebra.

## Antecedentes

La República de Biafra en junio de 1967, cuando declaró su independencia del resto de Nigeria.

A raíz del contragolpe de Estado de Nigeria de 1966, estallaron pogromos anti-igbo en todo el norte de Nigeria, matando a miles de igbo. Odumegwu Ojukwu declaró la independencia de Biafra en las zonas de Nigeria pobladas por igbo en 1967, y el gobierno federal dirigido por Yakubu Gowon lanzó una guerra civil contra la entidad secesionista.

## Bloqueo

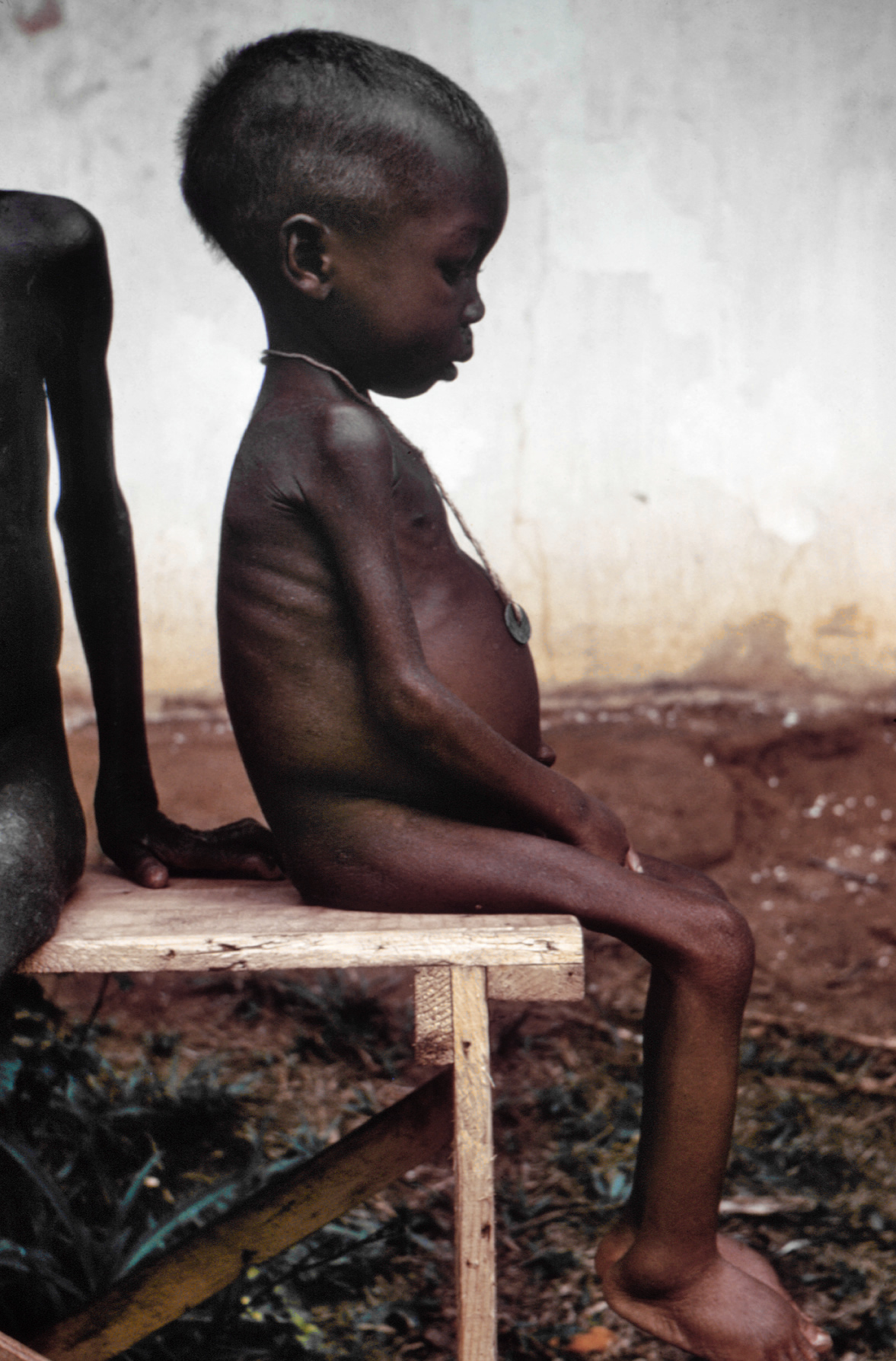
Niño desnutrido durante el bloqueo.

Durante las primeras semanas de la guerra, el gobierno nigeriano decidió imponer un bloqueo a Biafra. Se cortaría el acceso a la república secesionista a través de transacciones de divisas, correo y telecomunicaciones, y a todos los puertos marítimos y aeródromos. Inicialmente no estaba claro si el bloqueo de las 200 millas (321,9 km) de costa sería eficaz con los barcos disponibles para la Armada de Nigeria, y si la Fuerza Aérea Nigeriana sería capaz de interceptar las rutas aéreas. Sin embargo, el bloqueo fue efectivo y se mantuvo durante los dos años y medio siguientes. El gobierno nigeriano se basó en el derecho internacional para hacer cumplir el bloqueo, ya que en aquel momento el hambre como arma de guerra no estaba prohibido y todos los países neutrales estaban obligados a acatar un bloqueo anunciado. El gobierno nigeriano amenazó con reaccionar contra los países que ignoraran el bloqueo y llegaran a un acuerdo con Camerún para obstruir la frontera terrestre de Biafra.  Algunos contrabandistas intentaron evadir el bloqueo, pero la marina nigeriana destruyó dos barcos.
El bloqueo prohibió alimentos, medicinas y otros suministros necesarios para los civiles. Los líderes federales nigerianos obstruyeron el paso de suministros de socorro y declararon que la hambruna era una táctica de guerra deliberada, aunque también descartaron los informes sobre la hambruna como propaganda de Biafra.

En la guerra todo se vale y la hambruna es una de las armas de la guerra. No veo por qué deberíamos alimentar a nuestros enemigos, sólo para que puedan luchar más duro contra nosotros.
Obafemi Awolowo, vicepresidente del Consejo Ejecutivo Federal y Comisionado de Finanzas

No quiero ver ni a la Cruz Roja, ni Caritas, ni el Consejo Mundial de Iglesias, ni el papa, ni un misionero, ni ninguna delegación de la ONU. Quiero evitar que ni siquiera un igbo tenga algo que comer antes de su capitulación.
Brigadier Benjamin Adekunle

El gobierno de Biafra rechazó los vuelos diurnos de ayuda y la propuesta de un corredor de ayuda. Su líder, Ojukwu, argumentó que estas rutas permitirían al gobierno nigeriano envenenar a los habitantes de Biafra y permitir el bombardeo de Biafra. Sin embargo, otro motivo era preservar las rutas clandestinas desde las que Biafra seguía importando armas y municiones. Se estima que un millón o más de personas murieron como resultado del bloqueo. La mayoría de las víctimas de la guerra fueron civiles especialmente niños, que eran especialmente vulnerables a la desnutrición.
Otra consecuencia del bloqueo fue un aumento de los delitos violentos en Biafra, en particular la extracción violenta de alimentos de civiles por parte de soldados desnutridos del ejército de Biafra.

## Reacciones internacionales

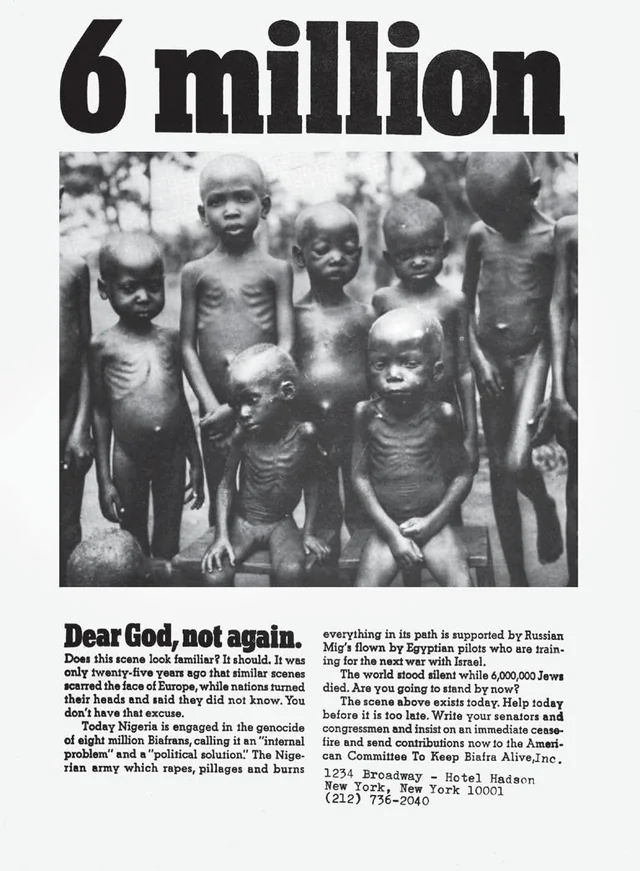
Cartel del American Committee to Keep Biafra Alive («Comité Estadounidense para Mantener Viva Biafra»).

Biafra atrajo una gran atención internacional desde mediados de 1968, cuando comenzaron a aparecer en la prensa internacional imágenes de niños biafreños hambrientos.  La propaganda de Biafra comparó a los igbo con los judíos y el bloqueo de Biafra con el Holocausto . Inicialmente, la opinión pública internacional simpatizaba con las afirmaciones de Biafra, pero cambió después de que el Reino Unido envió una misión de investigación a Nigeria que informó que no estaba ocurriendo genocidio.  Algunos estudiosos que inicialmente habían creído que hubo un genocidio en Biafra, como Robert Melson, cambiaron de opinión después de darse cuenta de que el gobierno nigeriano no planeaba matar a todos los igbos, y porque las razones de su muerte eran políticas más que raciales. 
La organización más grande en los Estados Unidos que se formó como reacción a la guerra de Biafra fue el American Committee to Keep Biafra Alive («Comité Estadounidense para Mantener Viva Biafra»). En Alemania Occidental la guerra provocó una movilización sin precedentes y la cantidad de dinero recaudada, 70 millones de marcos, superó la recaudada anteriormente para cualquier causa humanitaria. Algunas organizaciones de socorro, incluido el CICR, solo operaron con el permiso de ambos beligerantes, lo que limitó los esfuerzos de socorro.
Los esfuerzos de socorro se interrumpieron en junio de 1969 cuando las fuerzas del gobierno nigeriano derribaron un avión de la Cruz Roja Sueca.

## Legado
Poco después de que terminara la guerra civil en 1970, fue en gran medida olvidada fuera de Nigeria y poco mencionada en el campo de los estudios sobre el genocidio. El CICR reconoció que el fracaso de su esfuerzo de socorro se debía en parte a la ley de bloqueo respaldada por las potencias occidentales, e incrementó sus esfuerzos para garantizar protecciones legales más sólidas para los civiles. Según el Protocolo II de 1977, «los bienes indispensables para la supervivencia de la población civil» están protegidos y se prohíben los ataques contra ellos.
En Nigeria, el bloqueo y sus víctimas fueron ignorados en las conmemoraciones oficiales y en los programas escolares. En 2021, el presidente de Nigeria, Muhammadu Buhari realizó tuits alusivos a la guerra, los cuales fueron eliminados por promover la violencia. Posteriormente, Twitter fue prohibido en Nigeria.
Los estudios de cohortes sugieren que la hambruna tuvo un impacto a largo plazo en la salud de los supervivientes.